# Beaumont-du-Gâtinais
 Beaumont-du-Gâtinais  es una población y comuna francesa, en la región de Isla de Francia, departamento de Sena y Marne, en el distrito de Fontainebleau y cantón de Château-Landon.

## Demografía
| 970 | 889 | 869 | 868 | 909 | 981 |
| Para los censos de 1962 a 1999 la población legal corresponde a la población sin duplicidades (Fuente: INSEE [Consultar]) |     |     |     |     |     |

## Historia
Fue sede de un condado a partir de 1599 y ducado a partir de 1769, título que ostentó hasta 1878 la importante Casa de Montmorency.